# Cimolodonta
Cimolodonta é uma subordem extinta de mamíferos que surgiram durante o Cretáceo e extinguiram-se durante o Eoceno. Foram alguns dos membros mais importantes da ordem Multituberculata (extinta). Provavelmente apresentavam um modo de vida semelhante ao de um roedor, até que o seu nicho ecológico foi recoberto pelos vedadeiros roedores. O multituberculata mais basal encontra-se noutra subordem, "Plagiaulacida".
A Cimolodonta é aparentemente uma subordem natural (monofilética). Foram identificados vestígios no Hemisfério Norte. O taxon é reconhecido como o grupo informal Paracimexomys e superfamílias Djadochtatherioidea, Taeniolabidoidea e Ptilodontoidea. Por outro lado, acredita-se que possa ter afinidades incertas com as famílias Cimolomyidae, Boffiidae, Eucosmodontidae, Kogaionidae, Microcosmodontidae e os géneros Uzbekbaatar e Viridomys. Entretanto, é necessário mais descobertas e análises para uma melhor mais exacta classificação deste tipo.

## Taxonomia
Subordem †Cimolodonta McKenna, 1975
- Superfamília Incertae sedis
  - Família Incertae sedis
    - Subfamília Incertae sedis
      - Género? Ameribaatar Eaton & Cifelli, 2001
      - Género? Bryceomys Eaton, 1995
      - Género Cedaromys Eaton & Cifelli, 2001
      - Género? Dakotamys Eaton, 1995
      - Género? Fractimus Higgins, 2003
      - Género Halodon Marsh, 1889
      - Género Ptilodus (Marsh, 1889) Gidley, 1909
      - Género? Uzbekbaatar Kielan-Jaworowska & Nesov, 1992
      - Género? Barbatodon Rãdulescu & Samson, 1986
- "grupo de Paracimexomys" Archibald, 1982
  -     -       - Género Paracimexomys Archibald, 1982
      - Género? Cimexomys Fox, 1971
      - Género Cimexomys Sloan & Van Valen, 1965 sensu stricto?

  - Família Boffidae Hahn & Hahn, 1983
    -       - Género Boffius Vianey-Liaud, 1979

  - Família Cimolomyidae Marsh, 1889 sensu Kielan-Jaworowska & Hurum, 2001
    -       - Género Essonodon Simpson, 1927
      - Género Buginbaatar Kielan-Jaworowska & Sochava, 1969
      - Género Meniscoessus Cope, 1882 (syn. Dipriodon Marsh, 1889, Tripriodon Marsh, 1889, Selenacodon Marsh, 1889, Halodon Marsh, 1889, Oracodon Marsh, 1889)
      - Género Cimolomys Marsh, 1889 (syn. ?Allacodon Marsh, 1889; Meniscoessus; Ptilodus; Selenacodon Marsh, 1889)
- Superfamília Ptilodontoidea Cope, 1887 sensu McKenna & Bell, 1997 & Kielan-Jaworowska & Hurum, 2001
  - Familia Cimolodontidae Marsh, 1889 sensu Kielan-Jaworowska & Hurum, 2001
    -       - Género Liotomus Lemoine, 1882
      - Género Essonodon Simpson, 1927
      - Género Anconodon Jepsen, 1940
      - Género Cimolodon Marsh, 1889 [syn. Nanomys Marsh, 1889, Nonomyops Marsh, 1892]
      - Género Neoliotomus Jepsen, 1930

  - Família Ptilodontidae Cope, 1887 sensu McKenna & Bell, 1997
    - Subfamília Neoplagiaulacidae Ameghino, 1890 (syn. Neoplagiaulacinae Ameghino, 1890 sensu McKenna & Bell, 1997)
      - Género Mesodma Marsh, 1889
      - Género Ectypodus Matthew & Cranger, 1921 (syn. Charlesmooria Kühne, 1969)
      - Género Mimetodon Jepsen, 1940
      - Género Neoplagiaulax Lemoine, 1882
      - Género Parectypodus Jepsen, 1930
      - Género Carnaysia Vianey-Liaud, 1986
      - Género Krauseia Vianey-Liaud, 1986
      - Género Xironomys Rigby, 1980
      - Género Xancolomys Rigby, 1980
      - Género Mesodmops Tong & Wang, 1994

    - Subfamília Ptilodontidae Cope, 1887 (syn. Ptilodontinae Cope, 1887 sensu McKenna & Bell, 1997)
      - Género Kimbetohia Simpson, 1936
      - Género Ptilodus Cope, 1881 (Chirox Cope, 1884)
      - Género Baiotomeus Krause, 1987
      - Género Prochetodon Jepsen, 1940
      - Género Kogaionidae Rãdulescu & Samson, 1996
      - Género Hainina Vianey-Liaud, 1979

    - Subfamília Eucosmodontidae Jepsen, 1940 sensu Kielan-Jaworowska & Hurum, 2001 (syn. Eucosmodontinae Jepsen, 1940 sensu McKenna & Bell, 1997)
      - Género Clemensodon Krause, 1992
      - Género Eucosmodon Matthew & Granger, 1921
      - Género Stygimys Sloan & Van Valen, 1965

    - Subfamília Microcosmodontidae Holtzman & Wolberg, 1977 (syn. Microcosmodontinae Holtzman & Wolberg, 1977 McKenna & Bell, 1997)
      - Género? Alopocosmodon[1]
      - Género Pentacosmodon Jepsen, 1940
      - Género Acheronodon Archibald, 1982
      - Género Microcosmodon Jepsen, 1930
- Superfamília Djadochtatheroidea Kielan-Jaworowska & Hurum, 1997 sensu Kielan-Jaworowska & Hurum, 2001 (syn Djadochtatheria Kielan-Jaworowska & Hurum, 1997)
  -     -       - Género? Bulganbaatar Kielan-Jaworowska, 1974
      - Género? Chulsanbaatar Kielan-Jaworowska, 1974
      - Género Nemegtbaatar Kielan-Jaworowska, 1974

  - Família Sloanbaataridae Kielan-Jaworowska, 1974
    -       - Género Kamptobaatar Kielan-Jaworowska, 1970
      - Género Nessovbaatar Kielan-Jaworowska & Hurum, 1997
      - Género Sloanbaatar Kielan-Jaworowska, 1974

  - Família Djadochtatheriidae Kielan-Jaworowska & Hurum, 1997
    - Género Djadochtatherium Simpson, 1925
    - Género Catopsbaatar Kielan-Jaworowska, 1974
    - Género Tombaatar Kielan-Jaworowska, 1974
    - Género Kryptobaatar Kielan-Jaworowska, 1970 (syn. Gobibaatar Kielan-Jaworowska, 1970, Tugrigbaatar Kielan-Jaworowska & Dashzeveg, 1978)
- Superfamília Taeniolabidoidea Granger & Simpson, 1929 sensu Kielan-Jaworowska & Hurum, 2001
  - Família Taeniolabididae Granger & Simpson, 1929
    - Género Catopsalis Cope, 1882
    - Género Prionessus Matthew & Granger, 1925
    - Género Lambdopsalis Chow & Qi, 1978
    - Género Sphenopsalis Matthew, Granger & Simpson, 1928
    - Género Taeniolabis Cope, 1882